# Natalia Bobrova
Natalia Bobrova (Novosibirsk, Rusia, 24 de agosto de 1978-Tel Aviv, Israel, 2 de abril de 2015) es una gimnasta artística rusa, especialista en la prueba de suelo, con la que ha logrado ser medallista de bronce mundial en 1993.

## 1993
En el Mundial de Birmingham 1993 gana el bronce en el ejercicio de suelo, quedando situada en el podio tras la estadounidense Shannon Miller )oro) y la rumana Gina Gogean (plata).